# Nélson Carlos Ferreira
Nélson Carlos Ferreira, född 1 januari 1973, är en friidrottare från Brasilien. Han deltog vid olympiska sommarspelen 1996 och olympiska sommarspelen 2020.